# يوري سيديخ
يوري جورجييفيتش سيديخ (الروسية: Ю́рий Гео́ргиевич Седы́х) هو رامي مطرقة  سوفيتي روسي ولد في يوم 11 يونيو 1955 في مدينة نوفوتشركاسك في روسيا في الاتحاد السوفيتي، سيديخ هو صاحب الرقم القياسي العالمي في رمي المطرقة برمية 86.74 التي سجلها في بطولة أوروبا لألعاب القوى 1986 في شتوتغارت. أبرز إنجازاته كان فوزه بالميدالية الذهبية في الألعاب الأولمبية مرتين أولها كانت في دورة 1976 في مونتريال في كندا وفاز أيضاً بها في دورة 1980 في موسكو وفاز بالميدالية الفضية في دورة 1988 في سيئول في كوريا الجنوبية. كما فاز بالميدالية الذهبية أيضاً في بطولة العالم لألعاب القوى 1991 في طوكيو وبالميدالية الفضية في بطولة العالم لألعاب القوى 1983 في هلسنكي. وفاز أيضاً بالميدالية الذهبية 3 مرات في بطولة أوروبا وأولها كان في دورة 1978 في براغ والثانية كانت في دورة 1982 في أثينا والثالثة كانت في 1986 في شتوتغارت. يوري سيديخ تزوج من البطلة الأولمبية السوفيتية في رمي الجلة نتاليا ليسوفسكايا وأنجب منها إبنته ألكسيا سيديخ في سنة 1993 بطلة رمي المطرقة الفرنسية ويعيش سيديخ حالياً مع عائلته في باريس.

## روابط خارجية
- يوري سيديخ على موقع الاتحاد الدولي لألعاب القوى (الإنجليزية)
- يوري سيديخ على موقع اللجنة الأولمبية الدولية (الإنجليزية)
- يوري سيديخ على موقع أوليمبيديا (الإنجليزية)